# Maison Jean-Cocteau
La Maison Jean-Cocteau est une demeure-musée du XVIIIe siècle, de style Louis XIII, et un domaine de 2 hectares avec jardins, verger et parc boisé, labellisé « Maisons des Illustres » dans le village de Milly-la-Forêt dans l'Essonne.
Elle a été le domaine du poète, artiste aux multiples talents, graphiste, dessinateur, dramaturge et cinéaste Jean Cocteau (1889-1963), à Milly-la-Forêt (alors dans le département de Seine-et-Oise), qui y a écrit une partie importante de son œuvre.
La façade sur rue et la toiture correspondante ont été inscrites à l'inventaire supplémentaire des monuments historiques en 1969.

## Historique
En 1947, Jean Cocteau achète, avec son ami l'acteur Jean Marais, cette « Maison du Bailli » de Milly-la-Forêt, à 50 km au sud de Paris, une ancienne dépendance du vieux presbytère Henri IV de douze pièces du château de Milly-la-Forêt du XIIIe siècle, dont les douves forment un cours d'eau qui traverse la propriété.
Il fit transformer le grenier en atelier d'été où il s'exerce au pastel et à la tapisserie. En 1955, il y conservait une boîte de 680 pastels — cadeau de Noël de son amie Francine Weisweiller — et y créa des cartons de tapisseries pour la manufacture d'Aubusson.
Il y résidera durant 17 ans, d'abord occasionnellement, puis définitivement à partir du moment où il se lie avec son nouveau compagnon Édouard Dermit. Loin des tumultes de sa vie parisienne, il y crée de nombreuses œuvres.
Cocteau y meurt le 11 octobre 1963. Il repose dans la chapelle Saint-Blaise-des-Simples, toute proche, qu'il avait décorée.
Édouard Dermit, également fils adoptif de Cocteau, hérite de la demeure, l'habite et conserve les œuvres et objets du poète jusqu'à sa disparition en 1995, date où Stéphane, fils de Dermit, et donc petit-fils de Jean Cocteau, devient le conservateur du lieu. 	
En 2002, l'homme d'affaires et mécène Pierre Bergé, président de l'Association maison de Jean Cocteau à Milly-la-Forêt, achète la demeure avec l'aide du conseil général de l'Essonne et du conseil régional d'Île-de-France, et lance une importante campagne de rénovation de cinq ans entre 2005 et 2010 pour un montant de 5 millions €. Le musée est inauguré par le ministre de la Culture Frédéric Mitterrand et ouvert au public le 24 juin 2010.

## Le musée
La demeure est constituée de trois pièces : le grand salon au rez-de-chaussée, la chambre et le bureau au premier étage. Ils sont tels que Cocteau les a laissés à sa disparition, avec meubles, objets de décoration, photographies, manuscrits, lettres, journaux… La salle d'exposition temporaire de 100 m2 présente diverses expositions temporaires, la programmation changeant à chaque saison.